# Thrypticomyia tetrachaeta
Thrypticomyia tetrachaeta là một loài ruồi trong họ Limoniidae. Chúng phân bố ở miền Australasia.